# Komisariat Straży Granicznej „Ludwikówka”
Komisariat Straży Granicznej „Ludwikówka” – jednostka organizacyjna Straży Granicznej pełniąca służbę ochronną na granicy polsko-czechosłowackiej w latach 1929–1938 i granicy polsko-węgierskiej w 1939.

## Geneza
Na wniosek Ministerstwa Skarbu, uchwałą z 10 marca 1920, powołano do życia Straż Celną. Proces tworzenia Straży Celnej trwał do końca 1922 roku. Komisariat Straży Celnej „Ludwikówka”, wraz ze swoimi placówkami granicznymi, wszedł w podporządkowanie Inspektoratu Straży Celnej „Dolina”.
W drugiej połowie 1927 przystąpiono do gruntownej reorganizacji Straży Celnej. W praktyce skutkowało to rozwiązaniem tej formacji granicznej. Rozkazem nr 5 z 16 maja 1928 w sprawie organizacji Małopolskiego Inspektoratu Okręgowego dowódca Straży Granicznej gen. bryg. Stefan Pasławski powołał komisariat Straży Granicznej „Ludwikówka”, który przejął ochronę granicy od rozwiązywanego komisariatu Straży Celnej.

## Formowanie i zmiany organizacyjne

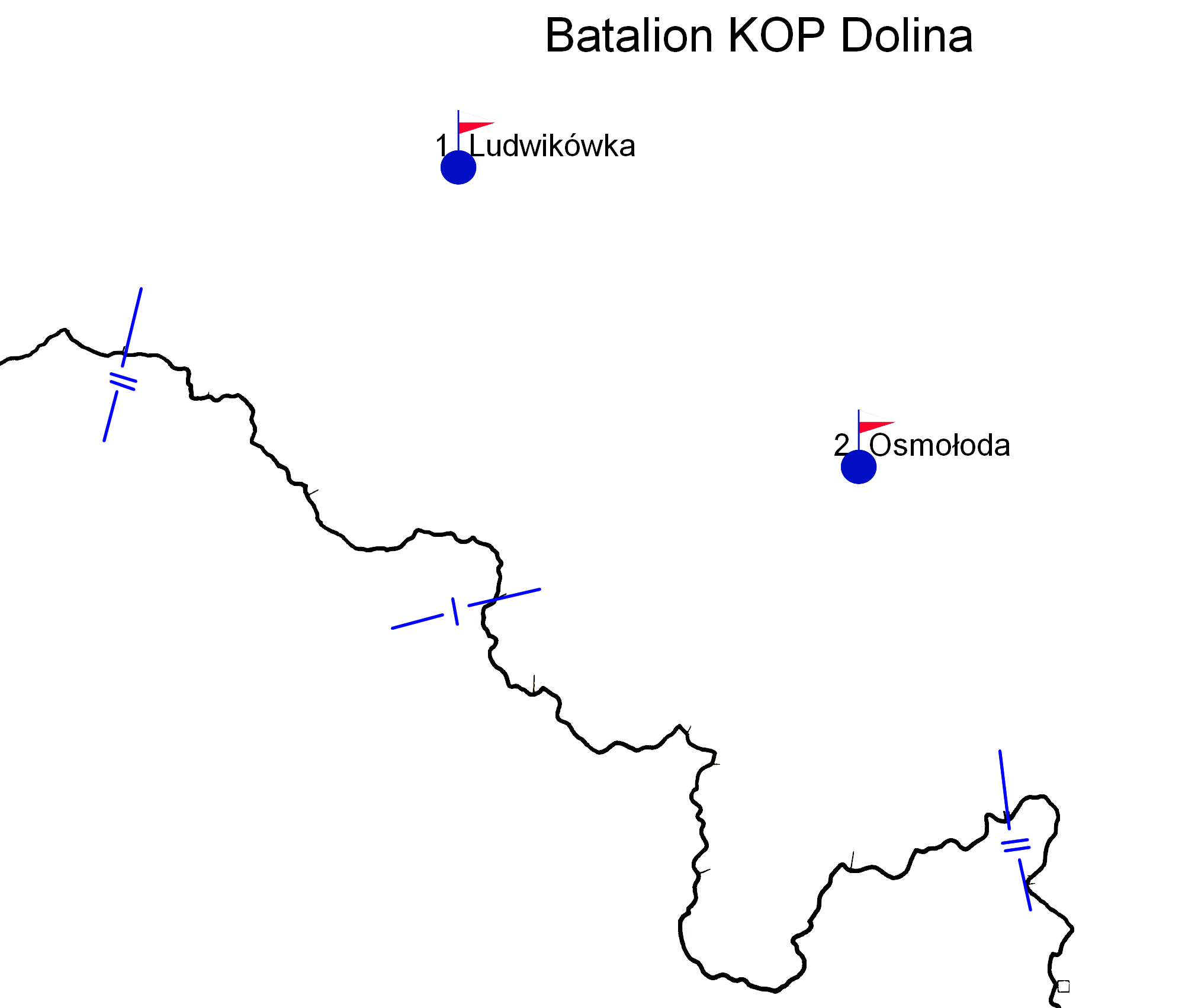
Szkic rozmieszczenia baonu KOP „Dolina”

Rozporządzeniem Prezydenta Rzeczypospolitej Polskiej Ignacego Mościckiego z 22 marca 1928, do ochrony północnej, zachodniej i południowej granicy państwa, a w szczególności do ich ochrony celnej, powoływano z dniem 2 kwietnia 1928 Straż Graniczną. Rozkazem nr 5 z 16 maja 1928 w sprawie organizacji Małopolskiego Inspektoratu Okręgowego dowódca Straży Granicznej gen. bryg. Stefan Pasławski przydzielił komisariat „Ludwikówka” do Inspektoratu Granicznego nr 20 „Stryj” i określił jego strukturę organizacyjną. Już 8 września 1828 dowódca Straży Granicznej rozkazem nr 6 w sprawie organizacji Małopolskiego Inspektoratu Okręgowego podpisanym w zastępstwie przez mjr. Wacława Szpilczyńskiego zmieniał organizację komisariatu i ustalał zasięg placówek. Rozkazem nr 7 z 25 września 1929 w sprawie reorganizacji i zmian dyslokacji Małopolskiego Inspektoratu Okręgowego komendant Straży Granicznej płk Jan Jur-Gorzechowski określił numer i nową strukturę komisariatu.
Rozkazem nr 2 z 16 stycznia 1939 w sprawie przejęcia odcinka granicy polsko-niemieckiej od Korpusu Ochrony Pogranicza na terenie Mazowieckiego Okręgu Straży Granicznej oraz przekazania Korpusowi Ochrony Pogranicza odcinka granicy na terenie Wschodniomałopolskiego Okręgu Straży Granicznej, w związku z przekazaniem Korpusowi Ochrony Pogranicza ochrony części granicy południowej Państwa na odcinku między przełęczą Użocką, a stykiem granicy polsko-rumuńsko-czechosłowackiej, komendant Straży Granicznej płk Jan Gorzechowski zarządził likwidację komisariatu Straży Granicznej „Ludwikówka”.

## Służba graniczna
Sąsiednie komisariaty:
- komisariat Straży Granicznej „Sławsko” ⇔ komisariat Straży Granicznej „Nadwórna” − maj 1928
- komisariat Straży Granicznej „Sławsko” ⇔ podkomisariat Straży Granicznej „Osmołoda” − wrzesień 1928:
- komisariat Straży Granicznej „Ławoczne” ⇔ komisariat Straży Granicznej „Sołotwina” − 1935[10]

## Kierownicy/komendanci komisariatu
| stopień     | imię i nazwisko     | okres pełnienia służby | kolejne stanowisko            |
| ----------- | ------------------- | ---------------------- | ----------------------------- |
| podkomisarz | Stefan Gawroński    | 1929 – 1935            | kwatermistrz IG „Chojnice”    |
| aspirant    | Jerzy Gostyński     | 1936 -                 |                               |
| aspirant    | Tadeusz Znojkiewicz | 1 XI 1936 – 28 II 1939 | kierownik komisariatu „Rytro“ |

## Struktura organizacyjna
Organizacja komisariatu w maju 1928:
- komenda − Ludwikówka
- placówka Straży Granicznej I linii „Wyszków”[b]
- placówka Straży Granicznej I linii „Beskid Klauza”
- placówka Straży Granicznej II linii „Ludwikówka”
- placówka Straży Granicznej II linii „Stryj”

Organizacja komisariatu we wrześniu 1928:
- placówka Straży Granicznej I linii „Seneczów”[c]
- placówka Straży Granicznej I linii „Beskid Klauza”
- placówka Straży Granicznej II linii „Ludwikówka”

Organizacja komisariatu we wrześniu 1929:
- 2/21 komenda − Ludwikówka
- placówka Straży Granicznej I linii „Seneczów”
- placówka Straży Granicznej I linii „Wyszków” (Kalinowice)
- placówka Straży Granicznej I linii „Beskid Klauza”
- placówka Straży Granicznej II linii „Ludwikówka”

Organizacja komisariatu w 1931:
- komenda − Ludwikówka (35,5 km)
- placówka Straży Granicznej I linii „Saneczków”
- placówka Straży Granicznej I linii „Wyżków”
- placówka Straży Granicznej I linii „Beskid Klauza”
- placówka Straży Granicznej II linii „Ludwikówka”